# ICQ

沒有字樣的ICQ標誌，1996-2020年間使用

是最早出現的即時通訊軟件之一。的製作者為以色列特拉维夫的Mirabilis公司（成立於1996年7月），由幾個以色列青年（包括、以及之父親Yossi Vardi）在1996年11月開發，於2024年6月26日結束服務。

## 語源
是英語諧音，中文意思是「我找你」。

## 概要
ICQ是一款網絡即時通訊軟件，支援透過網際網路聊天，以及發送訊息及文件等功能。朋友雙方裝上ICQ軟件，上網時可以互相聯絡。現時的還可以與朋友玩小遊戲、進行視訊。
在1998年，美國在線AOL具購買下ICQ以后推出更多功能的99a、99B、2000等版本，但同時於ICQ內加插了廣告。內建了搜索功能使軟件變得臃腫，加上不太受歡迎的廣告欄，且Windows Live Messenger、Skype等軟體推出，令使用ICQ的人有下降的趨勢。后來Mirabilis公司推出了簡化版的ICQ lite，只含有ICQ最基本的功能。
2005年2月7日ICQ 5發佈。不久，ICQ與香港電訊盈科合作推出Netvigator ICQ 5，除了部份界面的文字被翻譯成粵語外，更加入多項切合香港網民使用習慣的新功能。
2010年1月19日ICQ 7發佈。不過，官方版本不再支援繁體中文。在畫面上，排版更像MSN 8的設計，而且可以與Facebook等交友網站消息互通及匯入各電郵地址的通訊錄，所以較之前一直以來的版本更用戶化。4月28日，AOL將ICQ出售給俄羅斯的網路公司Mail.Ru，
2011年11月15日新版ICQ官方免費iPhone及Android應用程式發佈（在Google Play商店與华为应用市场）。加入類似WhatsApp的用法及功能，啟動後就不用每次登入，用法與流行的即時通訊軟體類似。由於ICQ突然發佈了手機程式，迅速引起了大量用家的注意，並有不少用家重投ICQ；其中Android版本在2021年1月26日APP最後一次更新後，2023年7月中旬從Google Play商店下架。
2024年5月24日，ICQ在其官方網頁宣布将于同年6月26日关停，结束近28年的运营；同時建議用戶轉往VK Messenger使用。